# Григорян, Сабрина Маркосовна
Сабрина Маркосовна Григорян (арм. Սաբրինա Մարկոսի Գրիգորյան; 28 июля 1956 — 10 июня 1986) — армянская актриса итальянского происхождения.

## Биография
Сабрина Григорян родилась в Риме, 28 июля 1956 года в семье художника Маркоса Григоряна и Флоры Адамян. После развода родителей Сабрина была воспитана отцом и получила начальное образование в Тегеране в специальной школе для талантливых детей. Позже она посещала среднюю школу в Нью-Йорке. Вернувшись в Тегеран, она познакомилась с Патрицией Зих, театральным директором местной школы, а также директором Международной театральной организации молодых людей в Тегеране. Зих разглядела необычайный актёрский талант Сабрины.
После окончания средней школы Сабрина отправилась в Лондон, прошла прослушивание и была принята в школу музыки и драмы Гилдхолла для изучения актёрского мастерства. В те годы она много путешествовала, ездила в Соединенные Штаты, Швейцарию, Испанию, Италию и многие другие места, впитывая все знания, которые только могла. Она свободно владела армянским, английским и французским языками, понимала персидский, итальянский, испанский языки. Будучи студенткой, Сабрина играла дюжину различных ролей, начиная от поддержки до ведущих в Тегеране и в Гилдхолле. Во время своего обучения в качестве актрисы в Тегеране, а затем в школе музыки и драмы Гилдхолла Сабрина сыграла Розу Гонсалес в сценке Теннесси Уильямса «Лето и дым», Ипполиту в сценке Шекспира «Сон в летнюю ночь» и Эмилию в «Отелло», Машу в сценке Антона Чехова «Три сестры», Дину в «Столп общества», Бельвидеру в сценке Томаса Оттоуэя «Венеция сохранилась», темную даму в «Темная дама сонетов», Марго в «Анна Франк: Дневник молодой девушки». Мартин в пьесе Эжена Ионеско «Лысая певица» и Медея в экранизации пьесы Робинсона Джефферса «Еврипид».
За свою недолгую жизнь на сцене Сабрина изобразила, создала таких впечатляющих персонажей, что её зрители, учителя и режиссёры были полны восхищения.
Сабрина была редактором и научным ассистентом режиссёра шоу «Today» на канале NBC Джина Шалита. Во время работы в Нью-Йоркской телекомпании она написала несколько театральных и музыкальных произведений и статей, которые были опубликованы в Delta Sky Magazine, Ladies Home Journal, Diversion Magazine и других периодических изданиях. Она также готовила сценарии для просмотра «в прямом эфире».
Скоропостижно скончалась 10 июля 1986 года от сердечного приступа. Похоронена на кладбище Сидар-Гроув во Флашинге (Куинс, Нью-Йорк).